# Élitisme en France

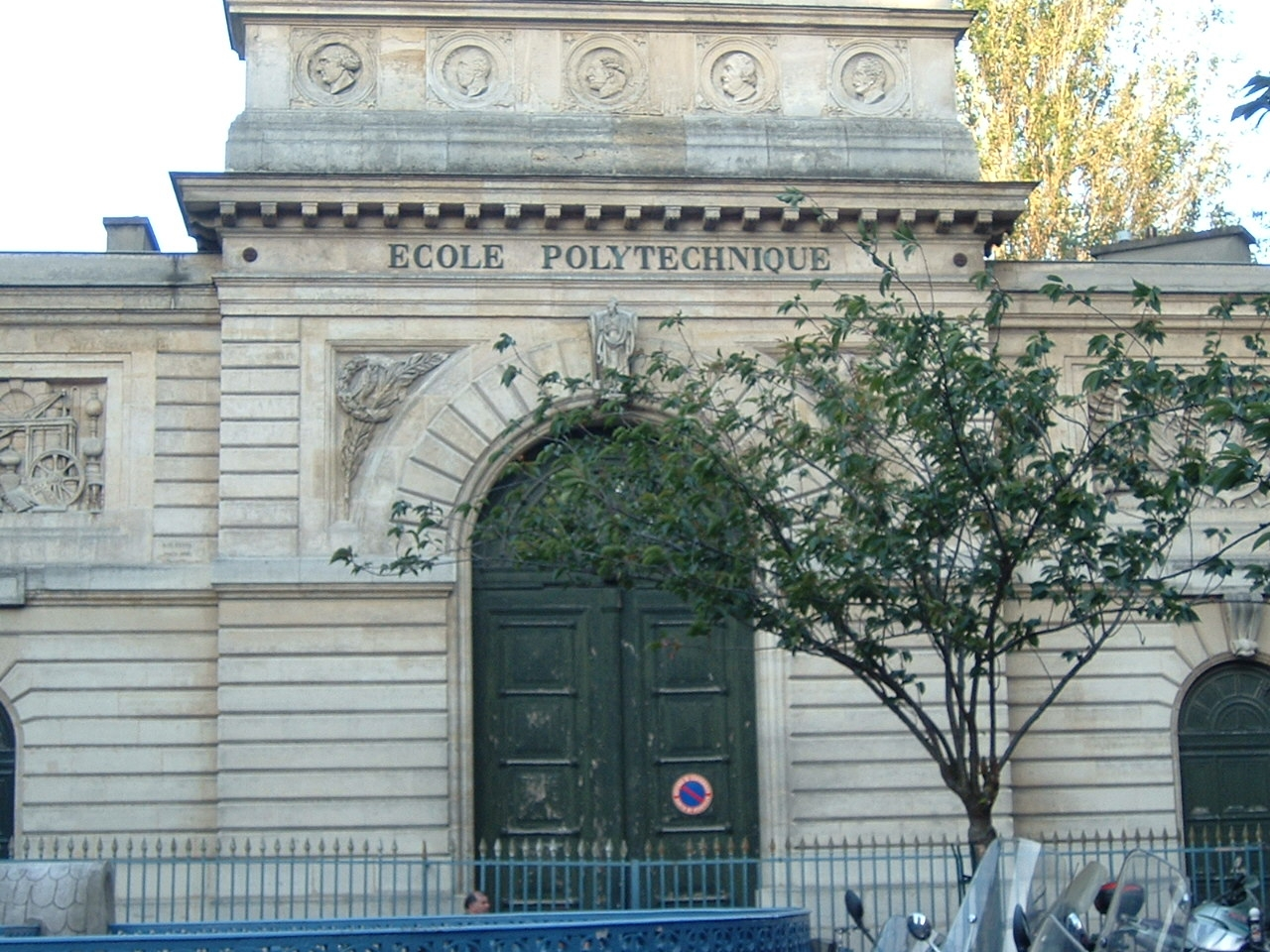
L'ancien site de l'École polytechnique, un des lieux de formation de l'élite française.

L’élitisme en France est l'attitude favorisant la formation d'une élite et l'accession des individus jugés comme étant les meilleurs aux postes de pouvoir, en France. Après un élitisme de robe, favorisant la noblesse, puis d'un élitisme d'argent, elle a évolué, via la méritocratie en élitisme lié à l'éducation. Il s'agit en ce sens d'une valeur républicaine qui se résume bien par devise révolutionnaire : La carrière ouverte aux talents, par opposition à une restriction par la naissance.
Cette conception républicaine fait l'objet de nombreuses critiques depuis les années 1960, fondées en partie sur les résultats de comparaisons internationales (voir les tests PISA, PIAAC) : ces études comparatives montrent que le déterminisme social intervient plus dans la réussite et l'échec des élèves en France que dans des pays de niveau économique équivalent. Ainsi, le système éducatif français est jugé responsable d'une reproduction des inégalités. Par la suite, ces critiques se sont étendues aux grands corps de l'État, au monde des affaires, au monde politique et à celui de la presse, pour aboutir à ce qu'il est convenu d'appeler la crise des élites.

## Éducation: l'Élitisme républicain

### 1870 à 1968
L'élitisme républicain s'est manifesté par des créations allant des filières scolaires ouvertes à tous (voir Jules Ferry) et s'efforçant de conduire chacun à ses possibilités maximales dans le cadre des possibilités du pays : système de bourses pour les enfants d'origine modeste ayant de bons résultats scolaires, et système des grandes écoles également ouvertes à tous. En réalité, à l'époque de Jules Ferry, ce système était fort peu républicain puisqu'il réservait l'accès de l'enseignement secondaire à environ 3-5 % de la population dont, via les petites classes des lycées, la quasi-totalité des enfants des milieux bourgeois, auxquels venaient s'ajouter, via ce concours des bourses, une infime minorité d'enfants de l'école publique.

### Coupure de 1964
Deux sociologues, Pierre Bourdieu et Jean-Claude Passeron, montrent en 1964 que, même après la démocratisation de l'accès à l'enseignement secondaire (obligation scolaire portée à 16 ans en 1959) et l'instauration de l'École unique (loi Fouchet-Capelle en 1963) les enfants de familles aisées restaient favorisés par ce système, bien que ces inégalités aient progressivement changé de nature : « filiarisation » plus ou moins dissimulée des études secondaires et, même si les taux d'accès aux diplômes croissent pour toutes les couches sociales, l'écart se creuse encore entre les enfants de parents scolairement favorisés (à commencer par les enfants d'enseignants) et les autres. Leur étude (Les héritiers) montrait que c'était alors un certain rapport à la langue et certaines normes socio-culturelle implicites qui servaient de principal discriminant scolaire : non seulement le système n'est pas parfait, mais cette imperfection, de façon ni nécessairement volontaire ni même consciente, a pour effet de favoriser une reproduction des classes dirigeantes (La noblesse d'État qui passe par les grandes écoles), tout en y incorporant les plus brillants éléments issus du reste du peuple. La démocratisation de l'accès au secondaire aurait donc pour conséquence de reproduire les inégalités de départ devant l'école, tout en donnant à chacun le sentiment qu'il est responsable de son échec ou de sa réussite, dans un système qui donnerait à chacun sa chance.

### Manifestations de 1986
Cette discrimination fut également invoquée lors d'une autre série de manifestations, cette fois-ci lycéennes, contre le projet de loi Devaquet de 1986 instaurant un examen d'entrée à l'université, mais dans un esprit opposé à celui de leurs aînés de 1968. En effet, Daniel Cohn-Bendit, Jacques Sauvageot et Alain Geismar avaient à cette époque dénoncé le fait que l'absence de sélection à l'entrée en université remplaçait celle-ci — qui aurait été établie sur les connaissances — par une autre sélection cette fois-ci en sortie, en fonction des relations familiales (voir capital social), aggravant donc l'effet de reproduction et mettant en panne l'ascenseur social.

### Actuellement
Christian Baudelot considère que l'élitisme tel qu'il est pratiqué en France permet non seulement une reproduction des inégalités, à l'instar de Bourdieu, mais que de plus il les creuse. Au lieu d'une simple sélection des meilleurs, l’élitisme en France disqualifie ceux qui sont moins performants, ce qui se révèle très coûteux sur le marché du travail, pendant que d'autres pays parviennent à réduire ces inégalités en préférant une éducation de masse,.

#### Grandes écoles
Le système des grandes écoles lui-même a parfois été mis en cause pour les raisons suivantes :
- Leurs élèves se connaissent entre promotions, et un esprit de corps peut créer des effets de solidarité excessive allant jusqu'au clientélisme.
- Leurs programmes très similaires conduisent leurs anciens élèves à penser de la même façon quel que soit par ailleurs leur penchant politique (voir l'article pensée unique).
- Ce sont les études les plus coûteuses et les mieux encadrées qui, prises en charge par l'ensemble des contribuables, sont réservées aux enfants des milieux les plus favorisés.

C'est la raison pour laquelle existent des velléités politiques d'imposer un taux minimum d'élèves boursiers dans ces écoles, discrimination positive relevant du principe de l'élitisme républicain, mais qui ne réglerait que pour une minorité le problème bien plus général des inégalités sociales devant l'école.
Ainsi le Sénat a mis en évidence en 2006-2007 la faible diversité croissante des élèves inscrits en classes préparatoires, et dénoncé la « panne de l'ascenseur social » via le reflux de la démocratisation de l'enseignement. Il a identifié trois facteurs freinant cet accès pour les classes sociales moins favorisées, et conduisant à la reproduction des élites : un phénomène d’autocensure, des handicaps financiers, et des inégalités territoriales d’accès aux classes préparatoires, conjuguées aux inégalités sociales ou culturelles, et a émis des préconisations pour contrer ce phénomène.
Face aux critiques d'« élitisme républicain » qui serait synonyme de fermeture sociale, certaines grandes écoles ont fait évoluer leurs procédures d'admission : sous l'impulsion de son ancien directeur Richard Descoings Sciences Po a par exemple supprimé l'épreuve écrite de culture générale,.

#### Position d'hommes politiques
Cette notion d’élitisme républicain a été un cheval de bataille de Jean-Pierre Chevènement lorsqu'il fut ministre (PS) de l'Éducation nationale, puis fondateur de son propre mouvement politique.

## Monde politique et grands corps de l'État
La critique de l'élitisme s'est étendue aux grands corps de l'État, issus en partie des grandes écoles du service public (Polytechnique et l'ENA) ; Marie-Christine Kessler parle à propos de leur recrutement social privilégie d'un « élitisme spontané » et du « couronnement de l'élitisme du système scolaire français », menant à une autonomie qui leur permet, grâce à leur proximité avec le pouvoir politique « d'échapper à la loi commune ».
Si en théorie les hommes politiques sont censés se positionner soit sur un axe gauche-droite, parfois complété d'un second autorité-liberté, ils sortent souvent des mêmes écoles, et se rendraient service dans la mesure de leurs moyens[réf. nécessaire]. Cela peut contribuer à constituer une sorte de caste où règnent des arrangements à l'amiable, voire un éventuel clientélisme.
- Du côté positif, l'opposition démocratique n'est certes pas la guerre : ce qui rapproche entre eux des démocrates de bords opposés reste plus fort que ce qui les divise. En ce sens, ces bonnes relations sont d'autant plus utiles que les membres des commissions appartiennent en principe à plusieurs partis distincts. La fréquentation de milieux élitistes tels que Le Siècle est ainsi ressenti comme un moyen d'échange et de communication par les intéressés eux-mêmes, dans un milieu d'une homogénéité confondante en termes de profils selon le Monde diplomatique[10].

- Côté négatif, l'esprit de corps des hommes politiques entre eux, toutes tendances confondues, peut leur donner l'impression de jouer dans une cour qui n'est plus celle du citoyen ordinaire, et à laquelle s'appliquent d'autres lois.[réf. souhaitée]

Voir : ENA, Inspection des finances, Affaire Gabriel Aranda.

## Presse et autres médias
Cet élitisme s'applique aussi aux journalistes, dont les connivences avec le milieu politique ont fait l'objet de critiques de la part de l'ambassade des États-Unis : « "Les grands journalistes sont souvent issus des mêmes écoles élitistes que de nombreux chefs de gouvernement. Ces journalistes considèrent que leur premier devoir n’est pas nécessairement de surveiller le pouvoir en place. Nombre d’entre eux se considèrent plutôt comme des intellectuels préférant analyser les événements et influencer les lecteurs plutôt que reporter des faits », situation menant à ce que les minorités utilisent les blogs pour se faire entendre au milieu des médias traditionnels. Lorsque l'américain Clyde Thogmartin écrit une histoire de la presse en France, dans The nation Daily Press of France, il y consacre un chapitre entier.
Ces analyses sont partagées par le milieu journalistique lui-même, et lors des États généraux de la presse en 2009, François Dufour pointait le risque, dans une lettre ouverte parue dans Les Échos que cet élitisme et cette connivence faisait courir à la survie de la presse.

## Monde économique
De la même façon, elle touche le monde économique, lorsque sont étudiées les origines sociales et parcours des patrons du CAC 40 même si des nuances existent, avec un glissement progressif du rôle de l'École polytechnique vers HEC Paris.